# Chromocleista malachitea
Chromocleista malachitea är en svampart som beskrevs av Yaguchi & Udagawa 1993. Chromocleista malachitea ingår i släktet Chromocleista och familjen Trichocomaceae.   Inga underarter finns listade i Catalogue of Life.